# Hexatoma caesarea
Hexatoma caesarea är en tvåvingeart som först beskrevs av Alexander 1931.  Hexatoma caesarea ingår i släktet Hexatoma och familjen småharkrankar. Inga underarter finns listade i Catalogue of Life.